# Sopronnémeti
Sopronnémeti é um município da Hungria, situado no condado de Győr-Moson-Sopron. Tem 7,1 km² de área e sua população em 2015 foi estimada em 297 habitantes.